# Взрывы в Кувейте (1983)
Взрывы в Кувейте — террористическая атака, совершенная в Кувейте 12 декабря 1983 года. Террористы атаковали шесть иностранных и кувейтских объектов, среди которых были два посольства, главный аэропорт страны и нефтехимический завод. Атака продолжалась 90 минут. Было нанесено намного меньше ущерба, чем предполагалось. 6 человек погибло, 86 пострадало.
Организаторы неизвестны по сей день. Подозреваются правительственные агенты из Ирана, которые могли «мстить» Кувейту за помощь Ираку в Ирано-иракской войне.

## Ход событий
12 декабря 1983 года, грузовик, полностью загруженный 45 большими баллонами с газом, которые были подсоединены к пластичной взрывчатке проломал ворота американского посольства в Эль-Кувейте врезавшись в здание, заставляя его рушится. Произошедший взрыв выбил окна не только в посольстве, но и в других домах и магазинах.
Погибло всего лишь 5 человек (два палестинца, два кувейтских гражданина и один сириец), так как грузовик врезался в часть здания, где было мало людей, а также всего лишь четверть баллонов разорвалась.
В течение часа произошли ещё пять взрывов. Через час, машина, припаркованная возле французского посольства, взорвалась, оставив воронку глубиной 9 метров в защитной стене посольства. Никто не погиб, 5 человек пострадало.
Целью, на которой должен был случится самый сильный взрыв был главный нефтехимический завод Кувейта, также содержащий опреснительную станцию — нефтехимический завод Шуайба. На завод въехал грузовик, который был загружен 200 баллонами с газом. Из них разорвалось 150. Грузовик взорвался в 150 метрах от второго очистительного завода, и всего в нескольких метрах от легко воспламеняемой кучи химикатов на серосодержащей основе. Если бы мощность взрыва была большей, теракт бы сильно повредил нефтедобывающую индустрию страны, а также заставил бы отключить воду в почти всех городах.
Другие взрывы произошли у международного аэропорта Кувейт, у Центра управления электричеством, и в жилом квартале американских рабочих из компании «Raytheon», которая установила в Кувейте ракетные установки. Две бомбы взорвались в этом квартале, первая была предназначена вывести людей из зданий, а вторая — убить. Однако сотрудники Raytheon не среагировали, благодаря чему выжили. В результате взрыва в Центре управления электричеством погиб египетский электрик.

## Ответственность
Сначала, детективы винили в этом «Исламский джихад» и иракскую партию «Дава». После взрывов, члены «Исламского джихада» призвали кувейтское правительство признаться и взять на себя ответственность.